# Ахуті
Ахуті (груз. ახუთი) — село в Грузії.
За даними перепису населення 2014 року в селі проживає 849 осіб.